# 普罗丹·加尔杰夫
普罗丹·加尔杰夫（1936年4月8日—2003年7月5日），保加利亚男子摔跤运动员。他曾代表保加利亚参加1960年、1964年和1968年夏季奥林匹克运动会摔跤比赛，获得一枚金牌和一枚铜牌。